# Instytut Badania Prawa Sądowego
Instytut Badania Prawa Sądowego – państwowa jednostka naukowo-badawcza Ministerstwa Sprawiedliwości, ustanowiona w celu organizowania i prowadzenia prac naukowo-badawczych w zakresie skuteczności środków prawnych stosowanych przez sądy i prawidłowości ich wykonywania. Instytut powstał w 1973 r. w  drodze przekształcenia Ośrodka Badań Przestępczości.
Powołanie instytutu pozostawało w ścisłym związku z ustawą z 1973 r. o zmianie przepisów dotyczących stopni naukowych i tytułów naukowych oraz organizacji instytutów naukowo-badawczych.
Nadzór nad Instytutem sprawował Minister Sprawiedliwości.

## Zadania Instytutu
Na podstawie zarządzenie Ministra Sprawiedliwości z 1987 r. w sprawie nadania statutu Instytutowi Badania Prawa Sądowego do zadań Instytutu należała realizacja prac naukowo-badawczych z zakresu prawa stosowanego w jednostkach organizacyjnych resortu sprawiedliwości oraz prowadzenie działalności szkoleniowej na potrzeby sądownictwa i notariatu.
W szczególności do zadań Instytutu należało:
- opracowywanie metod i technik badawczych oraz prowadzenie badań w zakresie
- zgodności rozwiązań przyjętych w prawie sądowym z potrzebami społecznymi,
- skuteczności orzekanych przez sądy środków karnych i środków orzekanych w stosunku do nieletnich,
- funkcjonowania środków profilaktycznych stosowanych przez sądy i ich organy pomocnicze,
- działalności resocjalizacyjnej prowadzonej w zakładach karnych,
- skuteczności orzeczeń wydawanych w sprawach cywilnych i rodzinnych,
- skuteczności orzeczeń sądów pracy i ubezpieczeń społecznych,
- wpływu działalności organów wymiaru sprawiedliwości na poziom kultury prawnej społeczeństwa,
- rozwiązań przyjętych w prawie sądowym innych państw;
- opracowywanie programów, form i metod dotyczących specjalistycznego doskonalenia kadr;
- prowadzenie działalności szkoleniowej w stosunku do wszystkich grup zawodowych sądownictwa i notariatu;
- koordynowanie działalności szkoleniowej jednostek terenowych sądownictwa i notariatu;
- współpraca z placówkami dydaktyczno-naukowymi w zakresie realizacji prowadzonych przez nie form podwyższania wiedzy specjalistycznej i, kwalifikacji zawodowych;
- prowadzenie działalności wydawniczej i dokumentacyjnej oraz informacji naukowej w zakresie problematyki objętej działalnością Instytutu;
- sporządzanie okresowych, zbiorczych ocen wyników prac naukowo-badawczych dotyczących problematyki resortu sprawiedliwości;
- utrzymywanie kontaktów naukowych z placówkami badawczymi i dydaktycznymi o podobnym zakresie działania za granicą, a w szczególności z placówkami krajów socjalistycznych;
- rejestracja i analiza stanu prawa i orzecznictwa za granicą w aspekcie jego zgodności z zobowiązaniami wynikającymi z umów międzynarodowych.

Instytut upoważniony był do przeprowadzania badań w zakresie problematyki występującej we wszystkich jednostkach organizacyjnych resortu sprawiedliwości oraz do żądania od tych jednostek udostępniania w tym celu akt i innych materiałów.

## Kolegium i Rada Naukowa Instytutu
W instytucie działało kolegium i Rada Naukowa, które były organem doradczym dyrektora w sprawach badawczych i organizacyjnych. Członków kolegium powoływał i odwoływał dyrektor.
W skład Rady Naukowej Instytutu wchodzili członkowie (w liczbie do 33 osób) powoływani i odwoływani przez Ministra Sprawiedliwości, na wniosek dyrektora Instytutu, spośród pracowników Instytutu posiadających stopień lub tytuł naukowy oraz osób spoza pracowników Instytutu, wyróżniających się zasobem wiedzy i praktycznym dorobkiem w dziedzinach objętych zakresem działania Instytutu.

## Przekształcenie Instytutu
Na podstawie zarządzenia Ministra Sprawiedliwości z 1990 r. powołano Instytut Wymiaru Sprawiedliwości, który powstał z połączenia dwóch, działających uprzednio odrębnie jednostek badawczych – Instytutu Badania Prawa Sądowego przy Ministerstwie Sprawiedliwości oraz Instytutu Problematyki Przestępczości przy Prokuraturze Generalnej.